# Lim Jin-Suk
Lim Jin-Suk (16 de mayo de 1968) fue un jugador de balonmano surcoreano. Fue un componente de la selección de balonmano de Corea del Sur.
Con la selección ganó la medalla de plata en los Juegos Olímpicos de Seúl 1988 y la medalla de oro en los Juegos Asiáticos en 1986.
También disputó los Juegos Olímpicos de Barcelona 1992 donde su selección quedó sexta.